# 중국계 쿠바인
중국계 쿠바인(스페인어: Chino-Cubano; 중국어: 古巴華人)은 중국계 쿠바 시민 중국 태생의 이민자이다. 쿠바에 정착한 아시아인들 중 가장 눈에 띄고 많은 공동체를 구성한다. 2012년 쿠바 인구 조사에서는 113명의 중국 시민이 쿠바에 거주했다. 다른 추정으로는 300명의 중국인과 2만 명의 후손이 있다.

## 역사
쿠바로의 중국인 이민은 1837년 중국인(광둥인과 하카) 계약직 노동자들이 설탕 밭에서 일하게 되면서 시작되었고, 불교의 종교가 그들과 함께 왔다. 이후 수십 년 동안 중국 대륙, 홍콩, 마카오, 대만에서 수십만 명의 중국인 노동자들이 아프리카와 혼혈 또는 자유 노예를 대체하거나 함께 일했다. 8년간의 계약을 마쳤거나 자유를 얻은 후, 일부 중국인 이민자들은 쿠바에 영구적으로 정착했다. 아바나의 차이나타운은 라틴 아메리카에서 가장 오래되고 큰 차이나타운 중 하나이다. 미국에서 온 약 105,000명의 이민자들이 19세기 말에 그 당시의 차별을 피해 쿠바로 왔다. 20세기에는 쿠바 혁명 당시 공산주의 운동을 지지하는 사람들과 중국 당국을 탈출하는 반체제 인사들이 등장했다.
쿠바로 이주한 거의 전적으로 중국인 "쿨리" 인구 중 여성은 거의 없었다(1%). 쿠바에서는 일부 인도인(원주민), 물라토, 흑인 및 백인 여성이 중국 남성과 성관계를 맺거나 결혼을 하는 등 쿠바 위원회 보고서에 따르면 물라토, 흑인 및 백인 여성의 결혼이 보고되고 있다.
쿠바의 모계와 부계의 유전적 기원, 혼합, 비대칭에 대한 연구에서 쿠바 표본의 132명의 남성 개인에게 35개의 Y염색체 SNP가 입력되었다. 이 연구는 알려진 중국 조상을 가진 사람들은 포함하지 않는다. 모든 샘플은 백인 쿠바인과 흑인 쿠바인이었다. 132개의 남성 표본 중 2개는 동아시아 하플로그룹 O2에 속해 있으며, 광둥인들 사이에서 상당한 빈도로 발견되며 쿠바 인구의 1.5%에서 발견된다. 1920년대에 30,000명의 중국인이 추가로 도착했다. 1980년에는 4000명의 중국인들이 그곳에 살았지만, 2002년에는 300명의 순수한 중국인들만이 그곳에 남아있었다.
광둥인과 하카로 구성된 2,000명의 중국인들이 쿠바의 10년 전쟁에서 반란군과 싸웠다. 아바나에 있는 기념비에는 전쟁에서 전사한 중국계 쿠바인을 기리는 기념비가 새겨져 있다.
캘리포니아주 출신의 일부 중국계 미국인들을 포함한 중국계 쿠바인들은 1898년 스페인으로부터 독립을 이루기 위해 미국-스페인 전쟁에 참전했지만, 스페인에 충성하던 소수의 중국인들은 쿠바를 떠나 스페인으로 갔다. 인종적 수용과 동화는 훨씬 나중에 올 것이다.
1959년 피델 카스트로가 이끄는 새로운 혁명 정부가 집권했을 때, 경제적, 정치적 상황은 바뀌었다. 많은 중국 식료품점 주인들은 새 정부에 의해 그들의 재산을 몰수당했고, 쿠바를 떠났다. 이들 대부분은 미국, 특히 플로리다주 인근에 정착했는데, 그곳에서 그들과 그들의 미국에서 태어난 아이들은 중국계 미국인 또는 중국계 쿠바인으로 불리고, 상대적으로 소수의 사람들은 근처의 도미니카 공화국과 다른 라틴 아메리카 국가들, 그리고 미국 영토인 푸에르토리코로 도망쳤다. 푸에르토리코인 네 명, 중국계 쿠바인 푸에르토리코인 또는 중국계 쿠바인 쿠바계 미국인들이 수십만 명에 달한다. 미국으로 망명하는 중국인들은 쿠바 혁명 10년 전에 쿠바에 온 조상들과 미국에서 온 사람들을 포함한다. 이러한 이탈의 결과로 아바나의 바리오 치노에서는 순수 중국인의 수가 급격히 감소했다. 그들이 이주한 곳들은 독특한 중국 문화와 중국 쿠바 식당의 인기를 가지고 있었다.

## 현재 분포

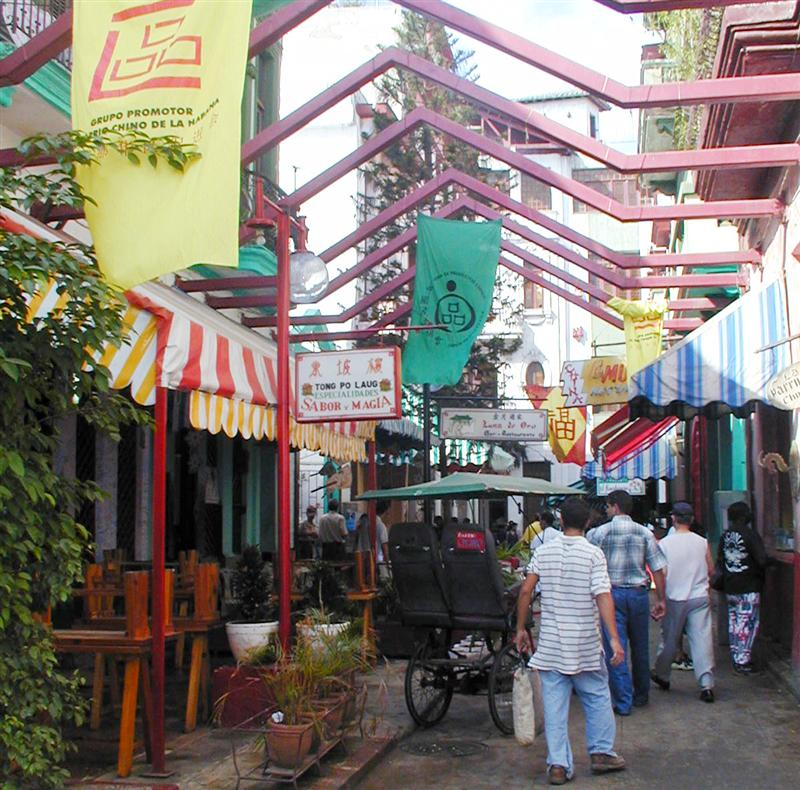
아바나 차이나타운의 중심지인 쿠치요 거리

중국계 쿠바인들은 스페인으로부터 독립을 원하는 사람들의 편에 서서 쿠바 독립 전쟁에 참전했다. 아바나의 란드 리네아 모퉁이에는 부서진 기둥으로 구성된 기념비가 독립 전쟁에 참여한 중국인들을 기념하고 있다. 많은 사람들이 도망치는 동안, 일부 중국인들은 1961년 피델 카스트로의 통치가 시작된 후에도 머물렀다. 젊은 세대들은 이전 세대보다 더 다양한 직업에서 일하고 있다. 많은 사람들이 작곡가, 배우, 가수, 모델로 연예계에 진출하고 있다.
바리오 치노 데 라 아바나는 더 이상 라틴 아메리카에서 가장 큰 차이나타운 중 하나가 아니다. 대부분의 중국계 쿠바인들은 바리오 치노 외곽에 산다.

## 저명한 인물
- 풀헨시오 바티스타 - 쿠바의 대통령
- 윌프레도 람 - 쿠바의 미술가

## 같이 보기
- 쿠바인
- 화교